# 災害救助犬ネットワーク
特定非営利活動法人災害救助犬ネットワーク（さいがいきゅうじょけんネットワーク）は、災害救助犬に関係のある活動をする団体を統括している団体（NPO法人）。参加団体は40以上はあるとみられる。すべて民間のボランティアであり独自に活動している。2008年に設立、本部は東京都渋谷区にある。2023年3月までは富山県富山市に本部があった。

## 目的
災害時・平時の行方不明者に対して、捜索あるいは人命救助に関する事業を行い、社会と人々の安全に寄与することを目的とし、以下の事業を行う。
- 行方不明者救助活動に関する事業
- 各種団体等が行う救助訓練への参加事業
- 災害救助犬の飼育・訓練・指導に関する事業
- 災害救助犬の認定審査に関する事業
- 災害救助犬に係る調査研究に関する事業
- 災害救助犬の活用のための体制整備及び社会的認知の向上に関する事業
- その他、この法人の目的達成のために必要な事業

## 設立の経緯
日本において災害救助犬を使役犬として活用しているのは警視庁と北海道警だけである。最近は災害救助犬を嘱託犬として行方不明捜索に活用する県も増えてきているが、大規模災害における災害救助犬の活用については定着していない。これは行政サイドと民間ボランティアサイド双方の取り組みが共有されていないことも大きな要因であると思われる。1991年、日本で初めて災害救助犬が育成されて以来、国との関係、各地方行政との関係は、欧米に比べ日本独自の見えない行政の壁ようなものが普及、発展を遅らせたように思える。
しかし、民間ボランティアサイドにも課題がないわけではない。40以上ある団体は独自で育成、活動しているため行政から見れば、対象者としての基準が曖昧で客観的な判断できないというのも無理はなく、20年近く経っても活用できていない課題を抱えたままである。組織問題の批判は、それぞれの団体が独自の認定基準を設けているため能力が不明瞭であることも一因としてあげられる。
こうした現状を憂い2007年9月に設立された。

## 特色
「各地にある組織、グループ、個人の枠を越えて『救えるはずの命を救うために』活動するならば、交流、協力、連携を模索し目的に叶った活動ができるようにしたい」というコンセプトのもと、数ある組織の中で明確にネットワーク化を掲げている。日本における過渡期の災害救助犬組織に一石を投じたユニークな存在である。

## 現状
2009年4月現在、23都府県、会員91名、活動できる災害救助犬は50頭である。この組織の特徴は、日本でも著名な訓練士が訓練審査部（30名）としてボランティア参加し、災害救助犬の育成に実績がある。大規模災害に限らず山菜取り、登山における行方不明者（毎年2000名ほど）の捜索にも役立つように山野の捜索も認定基準として日常の捜索に協力している。